# Quận Somerset, Maryland
Quận Somerset là một quận thuộc tiểu bang Maryland, Hoa Kỳ.
Quận lỵ đóng ở thành phố Princess Anne {{GR}|6}}.
Quận Somerset là quận cực nam của tiểu bang Maryland, nằm trên bờ Đông của tiểu bang. Quận được đặt tên cho Mary, Lady Somerset, vợ của Sir John Somerset và con gái của Thomas Arundell. Tính đến năm 2000, dân số quận là 24.747 người. Quận này là một phần của khu vực thống kê đô thị Salisbury, Maryland.